# شهرستان ژاوجوه
شهرستان ژاوجوه (به لاتین: Zhaojue County) یک شهرستان‌های جمهوری خلق چین در چین است که در لیانگشان یای واقع شده‌است.